# Амалія Лельман
Амалія Лельман (нім. Amalie Lellmann, дівоче Паульсен; 25 травня 1831, Нассенгруд, біля Бломберга — 11 серпня 1869, Нью-Йорк) — німецька шахістка, перша в світі жінка, яка досягла майстерського класу в грі.

## Життєпис
Виховувалася в сім'ї, де шахи були загальною розвагою. Вона була сестрою Луїса та Вільфріда  Паульсена.  Брати Амалії - Луї  і  Вільфрід Паульсен (1829-1901) були відомими гравцями, з якими вона часто успішно змагалася.
Вийшла заміж за лікаря Карла Леллмана і переїхала до Нью-Йорка в 1855 році. 
Книга Першого Американського шахового конгресу (стор. 85-86) говорить нам:
«Увечері [ 20 жовтня 1857 ] сталася подія, за якою з великим інтересом спостерігали члени конгресу. Сестра містера Полсена, дружина лікаря, який практикує в Нью-Йорку, зіграла дві партії в шахи, спочатку з містером Перріном, а потім із суддею Міком, програвши першу й вигравши другу. Вважається, що ця жінка є найсильнішим аматором у світі. її стать у країні, і безсумнівно, буде визнана першокласною в будь-якому клубі»
Результати:
1857 - виступ на 1-му конгресі США в Нью-Йорку   поступилася  брату Л. Паульсену лише одним очком. 
1858 (Нассенгруд) - у 7 партіях, зіграних проти В. Паульсена, Лельман  Амалія виграла з рахунком - 4 : З  (+3, -2,=2)